# Cinema Alem (кинотеатр)
Кинотеатр «Синема́ Але́м» (каз. «Синема Әлемі» кинотеатры; до реконструкции в 2005 году — Кинотеатр «Дружба» каз. «Достық» кинотеатры) — действующий цифровой двухзальный кинотеатр казахстанского города Кокшетау. Первый широкоформатный кинотеатр в городе, один из крупнейших в Акмолинской области.
Является культурным центром и единственным кинотеатром Кокшетау. Расположен в центре города, на площади Независимости возле горсада. Находится по адресу улица Махтая Сагдиева (которая до 2018 года называлась улицей В. Куйбышева), д. № 34. В 2005 году была проведена реконструкция здания (функционирует с 1963; с перерывами), с того времени носит современное название. В общей сложности общее количество мест составляет 440 человек.

## Названия кинотеатра
Официальные названия по году переименования:
- с 1963 по 2005 — кинотеатр «Дружба»
- с 2005 — кинотеатр «Синема Алем»

## Описание и характеристики
В настоящее время в современном кинотеатре функционируют два кинозала с мягкими театральными креслами, подлокотники которых оборудованы держателем для стаканов или бутылок небольшого объёма, общей вместительностью 440 мест, между рядами сделаны широкие проходы. Два зала оснашены широкоформатными экранами, кинопроекторами MEO — XS, звуковой системой Dolby Digital (Dolby Lab, USA) и цифровым оборудованием для демонстрации фильмов в формате 3D. Экран кинотеатра является одним из самых больших в республике. Оборудование привезено из США, Италии, Франции, Великобритании.
Каждый зал имеет своё название:
- 1 зал — «Большой синий» — главный зрительный зал. Рассчитан на 320 посадочных мест (транслируется 3D контент; до реконструкции было 800 мест);
- 2 зал — «Малый красный» — рассчитан на 120 посадочных мест (транслируется 3D контент).

В кинотеатре расположено просторное фойе, кино-бар (на 1 этаже) и касса.

## Месторасположение
Кинотеатр «Синема Алем» расположен в г. Кокшетау на улице Махтая Сагдиева (б. В. Куйбышева), 34, в самом центре города, на центральной площади окруженный с одной стороны горами, с другой водами озера Копа. Около кинотеатра есть автопарковка.

## История

### Появление кино в Кокшетау в 1910 году
Первое упоминание о появлении кино в Кокшетау относится к 1910 году, именно тогда по инициативе предприимчивого коммерсанта и любителя кино К. И. Захарова был построен из теса первый летний кинотеатр. Построен и оборудован на личные средства механика чугунолитейного завода Захарова. Аппарат и сами кинофильмы знаток приобретал на свои средства, сам же продавал билеты зрителям. Предположительно, первый городской кинотеатр располагался на территории городского сада. Первый городской кинотеатр располагался на территории Горсада. На скамьях разной высоты могли разместиться 250 горожан.

### Основание и деятельность кинотеатра «Дружба» в советское время
Первый в городе широкоформатный кинотеатр «Дружба» высшего разряда был построен в 1963 году. Построен по типовому проекту широкоформатного кинотеатра с одним залом на 800 посадочных мест. Были установлены современные советские кинопроекционные аппараты, которые позволяли показывать как обычные, так и широкоэкранные фильмы. В кинотеатре «Дружба» транслировались кассовые кинофильмы. Это был самый крупный кинотеатр в Кокшетауской области (до 1993 года — Кокчетавской). Он пользовался большой популярностью.
В здании демонстрировались новинки отечественного и зарубежного кинопроката, проходили и творческие встречи гастролирующих артистов театра и кино. В годы перестройки, не выдержав борьбы с быстро вошедшими в моду видеосалонами, кинотеатр какое-то время был вынужден сводить концы с концами перебиваясь случайными заработками, тем не менее не сменив специализацию, как это происходило в других городах, отчасти благодаря самоотверженной работе коллектива под руководством директора М. Григорьева.

### Упадок
После распада СССР «Дружба», как и многие аналогичные кинотеатры в Казахстане, утратила популярность, и «Дружба» начала проигрывать появившимся коммерческим конкурентам, телевидению, а позже — и сети Интернет. В этот период кинотеатр перестал быть государственной собственностью.

### Масштабная реконструкция кинотеатра в 2000-е годы
Вторая жизнь кинотеатра началась в конце 2000-х годов. На волне приватизации, здание было реализовано и обрело новый облик, который и сохранился по настоящее время. До реконструкции в кинотеатре был один зал вместимостью 800 мест. Количество посадочных мест уменьшилось до 440 в целях повышения комфорта для зрителей.
21 марта 2005 года открылся новый кинотеатр «Синема Алем» реконструированный из бывшего кинотеатра «Дружба». Был запущен современный зал с удобными креслами, установлен новый экран и современная аудиоустановка с поддержкой цифровых форматов звука. Здание кинотеатра было реконструировано при содействии проектных институтов из Алма-Аты, Караганды и Кокшетау и строительных компаний.

## Кинотеатр «Дружба» в искусстве

### В сигиллатии
- 30 марта 1978 года почтой СССР был выпущен художественный маркированный конверт «АВИА Кокчетав. Кинотеатр "Дружба"»[3].

## Руководство
Должности директора кинотеатра занимали:
- М. Григорьев

## Близкорасположенные к кинотеатру достопримечательности
- Городской парк (Горсад) — находится через дорогу от кинотеатра «Синема Алем».
- Площадь Независимости